# Jiří Beran
Jiří Beran, född den 18 januari 1982 i Prag, är en tjeckisk fäktare.

## Karriär
Jiří Beran tog vid olympiska sommarspelen 2024 i Paris brons i värja med det tjeckiska laget.